# Кузъёль (приток Расъю)
Кузъёль (Кузь-Ёль) — река в России, протекает по Республике Коми. Устье реки находится в 93 км по правому берегу реки Расъю. Длина реки составляет 12 км.

## Данные водного реестра
По данным государственного водного реестра России относится к Двинско-Печорскому бассейновому округу, водохозяйственный участок реки — Печора от истока до водомерного поста у посёлка Шердино, речной подбассейн реки — Бассейны притоков Печоры до впадения Усы. Речной бассейн реки — Печора.
Код объекта в государственном водном реестре — 03050100112103000059942.